# Кайо-Левантадо
Ка́йо-Леванта́до (исп. Cayo Levantado) — небольшой островок в провинции Самана́ Доминиканской Республики. Площадь — 1 км².

## Об острове
Остров находится в заливе Самана. На острове расположен пятизвёздочный отель цепочки «Grand Bahia Principe».

### Фауна
На острове, на свободе, можно увидеть птиц — пеликанов, фрегатов, белых цапель. В прибрежной полосе, по периметру острова, можно увидеть морских ежей и других обитателей океана.
Каждый год в заливе Самана, с конца января по начало марта, с острова можно увидеть горбатых китов во время их брачного периода.

## Любопытные факты
На Кайо-Левантадо снималась реклама знаменитого кубинского рома «Бакарди», и из-за этого остров часто называют «островом Бакарди».